# Shearwater
Shearwater es una banda de música que se forma en la ciudad de Austin, Texas en el año 1999 y que desde entonces ha publicado nueve álbumes de estudio, unos auténticos veteranos dentro de la escena indie rock norteamericana. Aunque el proyecto Shearwater se relacionase en un principio con Will Sheff, líder y cantante de Okkervil River y el multiinstrumentista y compositor de corte clásico Jonathan Meiburg, Shearwater ha acabado por convertirse exclusivamente en el vehículo expresivo del segundo. Con un master en geografía y en ornitología, Jonathan escogió el nombre de la banda, Shearwater, por una clase de pájaro marino llamada así, traducida como "pardela" al español.

## Carrera musical
Después de estrenarse con “The Dissolving Room” “Everybody Makes Mistakes” y "Winged Life" trabajos en los que colaboró con Sheff, Meiburg comenzó a tomar las riendas de la banda para conducirla hacia un rock de autor elegante, sofisticado y melancólico.
“Palo Santo”, publicado en 2007, y reconocido por publicaciones norteamericanas como el New York Times, como uno de los mejores trabajos de aquel año, significó el salto definitivo de Meiburg, responsable por primera vez de firmar todas las composiciones del disco.
Antes de acompañar a Coldplay en buena parte de su gira estadounidense, la banda publicó en el 2008 “Rook”  producido por John Congleton (St. Vincent, Black Mountain, Polyphonic Spree, Explosions in the Sky), su estreno en el sello Matador, y segundo álbum de lo que se considera su épica trilogía "Arc Island" en una época en la que el minimalismo estaba en boga, contrastando con una colección de atmósferas musicales sombrías y ensoñadoras. "Palo Santo", "Rook" "The Golden Archipelago"' (sexto álbum publicado en el 2010) componían esta trilogía con el denominador común de estar dedicados a la decadencia personal y medioambiental, así como al impacto humano en la naturaleza. Un episodio en torno a la vida en las islas, su soledad y su agitación.
El 6 de noviembre de 2010, la banda lanzó un álbum instrumental autoproducido, "Shearwater is Enron" a través de su BandCamp. El álbum fue grabado en la primavera de 2010 e incluía el material grabado en directo en una actuación bajo el seudónimo de "Enron". Introdujo algunas texturas no tradicionalmente asociadas con la banda, como las pistas de batería electrónica y el rock de guitarra chirriante.
Frente al talante más retraído de las entregas anteriores, "Animal joy"  octavo disco (2012) con el sello Sub Pop, Jonathan se atrevió a expandirse, a coquetear con una épica mucho más roquera y cruda. El disco de once canciones, grabado con el productor local Danny Reisch (Spoon, White Denim, Okkervil River), la banda de Meiburg, Burke y Harris (asistidos, entre otros, por Peter Katis -The National, Interpol-, Andy Stack -Wye Oak-, Scott Brackett -Murder by Death- y Cully Symington -Cursive-)supuso un nuevo rumbo mucho más visceral y enérgico.
A finales del 2013, Shearwater publicó su noveno disco y el favorito hasta la fecha de Johathan "Fellow Travelers", nombre tomado de León Trotski por su aura política cuyo significado va enlazado a que todas las canciones están unidas entre ellas. Él mismo confesó que no pretendía sino lanzar un EP pero que de repente el disco se deslizó bajo su puerta y empezó a tomar vida propia. Se trata de una compilación de canciones re-imaginadas y renovadas relacionadas con las bandas con la que había ido compartiendo escenario. Para su puesta en marcha, Jonathan los invitó a interpretar temas con la condición de que ninguno de ellos pudiera tocar en el suyo propio.
Shearwater ha estado preparando y grabando durante el 2013 su próximo décimo álbum de estudio.

## Discografía

### Álbumes de estudio
- The Dissolving Room - 2001 / Grey Flat
- Everybody Makes Mistakes - 2002 / Misra Records
- Winged Life - 2004 / Misra
- Palo Santo - 2006 / Misra
- Rook - 2008 / Matador
- The Golden Archipelago - 2010 / Matador
- Shearwater Is Enron - 2010 / (self-published)
- Animal Joy - 2012 / Sub Pop
- Fellow Travelers - 2013 / Sub Pop

### Singles y EP
- Why I love my home (songs for Charles Burchfield)- 2011 / Sub Pop
- Rooks 7"- 2011 / Sub Pop
- Rooks / THE RAINBOW" 2008 / Sub Pop
- The Snow Leopard" 2008 / Matador
- Thieves EP 2005 / Misra
- Sham Wedding/Hoax Funeral (split with Okkervil River)- 2004 / self-released